# District de Wilmersdorf
Le district de Wilmersdorf est l'une des anciennes subdivision administratives de Berlin créées lors de la constitution du « Grand Berlin » en 1920.

Après la Seconde Guerre mondiale, elle fait partie du secteur d'occupation britannique de Berlin-Ouest.
Lors de la réforme de 2001, le district est intégré à l'arrondissement de Charlottenburg-Wilmersdorf et correspond aux actuels quartiers de :
- 0402 Wilmersdorf
- 0403 Schmargendorf
- 0404 Grunewald
- 0407 Halensee